# Johan Wallner
Per Johan Daniel Wallner (ur. 8 lutego 1965 w Filipstad) – szwedzki narciarz alpejski, dwukrotny medalista mistrzostw świata.

## Kariera
Po raz pierwszy na arenie międzynarodowej pojawił się w 1982 roku, startując na mistrzostwach świata juniorów w Auron. Zdobył tam złoty medal w slalomie i brązowy w slalomie gigancie. Na rozgrywanych rok później mistrzostwach świata juniorów w Sestriere był najlepszy w gigancie.
Pierwsze punkty w zawodach w zawodach Pucharu Świata zdobył 23 lutego 1983 roku w Tårnaby, zajmując 14. miejsce w slalomie. Na podium zawodów tego cyklu po raz pierwszy stanął 14 stycznia 1986 roku w Berchtesgaden, gdzie wygrał rywalizację w tej samej konkurencji. W zawodach tych wyprzedził Bojana Križaja z Jugosławii i Francuza Daniela Mougela. Było to jego jedyne pucharowe zwycięstwo. W kolejnych startach jeszcze trzy razy stawał na podium: 9 marca 1989 roku w Shiga Kōgen i 28 listopada 1992 roku w Sestriere był trzecie w gigancie, a 23 marca 1993 roku w Oppdal był drugi tej konkurencji. Najlepsze wyniki osiągnął w sezonie 1991/1992, kiedy to zajął 27. miejsce w klasyfikacji generalnej, a w klasyfikacji giganta był piąty.
W 1991 roku wystąpił na mistrzostwach świata w Saalbach, gdzie był piąty w supergigancie, a w gigancie wywalczył brązowy medal. Wyprzedzili go jedynie Austriak Rudolf Nierlich i Urs Kälin ze Szwajcarii. Wynik ten powtórzył podczas mistrzostw świata w Morioce dwa lata później. Tym razem lepsi okazali się tylko Kjetil André Aamodt z Norwegii i Austriak Rainer Salzgeber. W 1984 roku wystartował na igrzyskach olimpijskich w Sarajewie, gdzie nie ukończył giganta. Na rozgrywanych cztery lata później igrzyskach w Calgary był szesnasty, a rywalizacji w slalomie nie ukończył. Na igrzyskach w Albertville w 1992 roku wystartował w slalomie i gigancie, jednak udział w obu konkurencjach kończył w pierwszych przejazdach. Brał też udział w igrzyskach olimpijskich w Lillehammer w 1994 roku, gdzie w gigancie zajął 25. miejsce, a slalomu ponownie nie ukończył.
W 1997 roku zakończył karierę.

## Osiągnięcia

### Igrzyska olimpijskie
| Miejsce | Dzień     | Rok  | Miejscowość | Konkurencja | Czas biegu | Strata | Zwycięzca            |
| ------- | --------- | ---- | ----------- | ----------- | ---------- | ------ | -------------------- |
| DNF1    | 14 lutego | 1984 | Sarajewo    | Gigant      | 2:41,18    | -      | Max Julen            |
| 16.     | 25 lutego | 1988 | Calgary     | Gigant      | 2:06,37    | +4,93  | Alberto Tomba        |
| DNF1    | 27 lutego | 1988 | Calgary     | Slalom      | 1:39,47    | -      | Alberto Tomba        |
| DNF1    | 18 lutego | 1992 | Albertville | Gigant      | 2:06,98    | -      | Alberto Tomba        |
| DNF1    | 22 lutego | 1992 | Albertville | Slalom      | 1:44,39    | –      | Finn Christian Jagge |
| 25.     | 23 lutego | 1994 | Lillehammer | Gigant      | 2:52,46    | +5,00  | Markus Wasmeier      |
| DNF1    | 27 lutego | 1994 | Lillehammer | Slalom      | 2:02,02    | -      | Thomas Stangassinger |

### Mistrzostwa świata
| Miejsce | Dzień       | Rok  | Miejscowość   | Konkurencja | Czas biegu | Strata | Zwycięzca            |
| ------- | ----------- | ---- | ------------- | ----------- | ---------- | ------ | -------------------- |
| DNF1    | 22 stycznia | 1991 | Saalbach      | Slalom      | 1:55,38    | -      | Marc Girardelli      |
| 5.      | 23 stycznia | 1991 | Saalbach      | Supergigant | 1:26,73    | +2,23  | Stephan Eberharter   |
| 3.      | 3 lutego    | 1991 | Saalbach      | Gigant      | 2:29,94    | +0,79  | Rudolf Nierlich      |
| 3.      | 10 lutego   | 1993 | Morioka       | Gigant      | 2:15,36    | +1,91  | Kjetil André Aamodt  |
| 23.     | 13 lutego   | 1993 | Morioka       | Slalom      | 1:40,33    | +4,99  | Kjetil André Aamodt  |
| DNF2    | 23 lutego   | 1996 | Sierra Nevada | Gigant      | 1:58,63    | -      | Alberto Tomba        |
| 17.     | 25 lutego   | 1996 | Sierra Nevada | Slalom      | 1:42,26    | +6,76  | Alberto Tomba        |
| DNF1    | 12 lutego   | 1997 | Sestriere     | Gigant      | 2:48,23    | –      | Michael von Grünigen |
| DNF1    | 15 lutego   | 1997 | Sestriere     | Slalom      | 1:51,70    | –      | Tom Stiansen         |

### Mistrzostwa świata juniorów
| Miejsce | Dzień   | Rok  | Miejscowość | Konkurencja | Czas biegu | Strata | Zwycięzca     |
| ------- | ------- | ---- | ----------- | ----------- | ---------- | ------ | ------------- |
| 3.      | 6 marca | 1982 | Auron       | Gigant      | 2:24,67    | +1,32  | Günther Mader |
| 1.      | 7 marca | 1982 | Auron       | Slalom      | 1:27,89    | -      | -             |
| 1.      | 5 marca | 1983 | Sestriere   | Gigant      | 2:15,25    | -      | -             |

### Puchar Świata

#### Klasyfikacje końcowe sezonu
- sezon 1982/1983: 61.
- sezon 1983/1984: 79.
- sezon 1985/1986: 36.
- sezon 1986/1987: 53.
- sezon 1987/1988: 99.
- sezon 1988/1989: 42.
- sezon 1989/1990: 54.
- sezon 1990/1991: 33.
- sezon 1991/1992: 27.
- sezon 1992/1993: 30.
- sezon 1993/1994: 83.
- sezon 1994/1995: 63.
- sezon 1995/1996: 77.
- sezon 1996/1997: 93.
- sezon 1997/1998: 119.

#### Miejsca na podium w zawodach
1. Berchtesgaden – 14 stycznia 1986 (slalom) – 1. miejsce
2. Shiga Kōgen – 9 marca 1989 (gigant) – 3. miejsce
3. Sestriere – 28 listopada 1992 (gigant) – 3. miejsce
4. Oppdal – 23 marca 1993 (gigant) – 2. miejsce